# لیگ دسته سوم فوتبال ایران ۸۹-۱۳۸۸
لیگ دسته سوم فوتبال ایران ۸۹–۱۳۸۸، چهارمین سطح لیگ‌های فوتبال در ایران در فصل ۸۹–۱۳۸۸ پس از لیگ برتر، لیگ آزادگان و لیگ ۲ بود. این لیگ از مهر ۱۳۸۸ آغاز شد.
در مجموع ۶۶ تیم در رقابت‌های این فصل به رقابت پرداختند.